# Ойгение Марлит
Ойгение Марлит (на немски: Eugenie Marlitt или E. Marlitt) е псевдоним на популярната германска писателка Ойгени Йон (на немски: Eugenie John), авторка на произведения в жанра социална драма, исторически роман и любовен роман.

## Биография и творчество
Ойгение Марлит е родена на 5 декември 1825 г. в Арнщат, Германия. Баща ѝ е художник портретист, а после търговец. Нейна покровителка е Матилда фон Хоенлое-Йоринген, принцесата на Шварцбург-Зондерсхаузен, която я приема през 1841 г. Заради прекрасния ѝ глас Матилда я изпраща във Виенската консерватория да учи пиано и пеене за три години. След първоначални сценични успехи в Зондерсхаузен, Арнщад, Линц, Грац и Лемберг, през 1853 г. тя се отказва от професията на кралска камерна певица заради проблеми със слуха. Връща се в Зондерсхаузен, където живее 11 години в двора като спътница на своята покровителка в нейните пътувания. През 1863 г. заради финансови проблеми е освободена от двора и живее със семейството на брат си Алфред, който е гимназиален учител в Арнщат. Издържа се с шиене и бродиране, както и с уроци по пиано и пеене.
През 1865 г. е публикуван разказът ѝ „Дванадесетте апостола“ в списанието Die Gartenlaube под мъжкия псевдоним Е. Марлит. Заради привлекателния ѝ стил е насърчена да пише романи. През 1866 г. е издаден първият ѝ роман „Златната Елза“, който ѝ носи голям успех и известност. Приходите ѝ от третия ѝ роман „Имперска графиня Гизела“ ѝ дават възможност да закупи през 1871 г. великолепна вила в покрайнините на Арнщад, която тя нарича „Марлитсхайм“. Живее в нея заедно с баща си, брат си Алфред и семейството му. Заради заболяване от артрит от 1868 г. се движи с помощта на инвалидна количка. Не е била омъжена и няма деца.
За своите произведения тя използва опита си в двора и като спътник на принцесата в пътуванията ѝ, като темите в тах са насочени предимно срещу социалните предразсъдъци. Авторка е на общо 10 романа. Тя се смята за един от първите най-продавани автори в света след Хариет Бичър Стоу. Изиграва ключова роля в нарастването на броя на абонатите на списанието от 100 000 до около 400 000 в периода 1865 – 1885 г., където произведенията ѝ се появяват първоначално.
Ойгение Марлит умира на 22 юни 1887 г. в Арнщат.

## Произведения
- Die zwölf Apostel (1865) – разказ[2]
- Goldelse (1866)[1]
Златната Елза, изд. „МАГ 77“ Пловдив (1992), изд. „Арт Етърнал Дистрибушън“ София (2016), прев. Никола Калпазанов
- Blaubart (1866) – новела
Синята брада, изд. „?” София (1938), прев. Любен Велчев
- Das Geheimnis der alten Mamsell (1868)
Тайната на старата мома, изд. „Свети Иван Рилски“ (1935, 1936), прев. Любен Велчев
Роби на любовта, изд.: ИК „Хермес“, Пловдив (1992), изд.: „Милениум“, София (2016), прев. Любен Велчев
- Thüringer Erzählungen (1869) – разкази
- Reichsgräfin Gisela (1870)
- Das Heideprinzeßchen (1872)
- Die zweite Frau (1874)
Втора жена, изд. „Ив. Лесичков“ Шумен (1914, 1917), прев. Връбка Илиева
Любовта тържествува, изд. „Боивест“ Пловдив (1992), прев. Връбка Илиева
- Im Hause des Commerzienrathes (1876)
- Im Schillingshof (1879)
В Шилингсхоф, изд. „Дамян Яков“ (1992), изд. „МАГ 77“ Пловдив (1992), прев. Виолета Попгеогриева
- Amtmanns Magd (1881)
Слугинята на управителя, изд. „Боивест“ Пловдив (1992), прев. Любен Велчев
- Die Frau mit den Karfunkelsteinen (1885)
- Das Eulenhaus (1888)
Къщата на бухалите, изд. „МАГ 77“ Пловдив (1992), изд. „Дамян Янков“ (1992), прев. А. Горанов

### Екранизации
- 1917 Im Hause des Kommerzienrats
- 1918 Die zweite Frau
- 1918 Das Eulenhaus
- 1918 Goldelfe
- 1918 Das Heideprinzesschen
- 1919 Liebe, Haß und Geld
- 1919 Reichsgräfin Gisela
- 1925 Das Geheimnis der alten Mamsell
- 1945 El secreto de la solterona
- 1972 Das Geheimnis der alten Mamsell – тв филм
- 1973 Im Schillingshof – тв филм
- 1975 Im Hause des Kommerzienrates – тв филм
- 1983 Die zweite Frau – тв филм
- 1985 Die Frau mit den Karfunkelsteinen – тв филм